# Primera Conferencia Lésbica Negra
"Becoming Visible: The First Black Lesbian Conference" (en español: Haciéndonos Visibles: La Primera Conferencia Lésbica Negra) tuvo lugar en The Women's Building en San Francisco, California, del 17 al 19 de octubre de 1980. Se le atribuye el mérito de ser la primera conferencia para mujeres lesbianas afroamericanas.

## Historia
Antes de la Primera Conferencia Lésbica Negra, en Estados Unidos tuvieron lugar varios acontecimientos históricos importantes que afectaron a las mujeres afroamericanas y lesbianas y su capacidad de revelar su orientación sexual. Estos eventos incluyeron los Disturbios de Stonewall y el Movimiento por los Derechos Civiles que finalmente aumentaron la importancia de esta conferencia. El impacto que tuvieron los disturbios de Stonewall y el Movimiento por los Derechos Civiles se tradujo en que se empezara a crear conciencia de la enorme cantidad de opresión que rodea a la comunidad lésbica negra. El Movimiento por los Derechos Civiles fue particularmente importante, ya que la identidad sexual de las participantes lesbianas permaneció invisible durante todo el suceso. La rebelión de Stonewall de 1969 finalmente afectó a la visibilidad de las lesbianas afroamericanas y su lucha contra la opresión dentro del movimiento feminista.
La Primera Conferencia Lésbica Negra surgió tras la Primera Conferencia Nacional de Gays y Lesbianas del Tercer Mundo organizada por la Coalición Nacional de Gays y Lesbianas Negras, celebrada en 1979 en Washington D. C. Aunque ya se habían celebrado conferencias previas apoyando tanto a lesbianas como a gays, la Primera Conferencia de Lesbianas Negras fue la primera en Estados Unidos con la misión de realizar una conferencia con el único objetivo de apoyar a las lesbianas afroamericanas. En las décadas previas a la conferencia, no era raro que otras organizaciones expulsaran a las mujeres lesbianas afroamericanas como resultado de la falta de conocimiento sobre la diversidad de orientación sexual y raza.

## Agenda
La Primera Conferencia Lésbica Negra fue un evento de dos días, abierto a todas las mujeres lesbianas afroamericanas, y se llevó a cabo en The Women's Building en San Francisco. Al evento asistieron más de 200 mujeres de todo Estados Unidos.El propósito de la conferencia fue crear una red nacional para mujeres afroamericanas, afirmar su individualidad, llegar a mujeres lesbianas afroamericanas en áreas aisladas y proporcionar educación. Las mujeres se reunieron en la conferencia para brindar apoyo, aliento y fortaleza y crear conciencia sobre los problemas y dificultades que las participantes experimentan y consideran importantes.
El tema principal del evento fue "hacerse visible", ya que muchas lesbianas afroamericanas llevaban varias décadas luchando contra el sexismo, el racismo y la homofobia. En última instancia, estas luchas afectaron a la capacidad de las lesbianas afroamericanas de revelar su orientación sexual de forma segura. La conferencia fue una oportunidad para que las lesbianas afroamericanas expresaran estas preocupaciones y luchas y, en última instancia, crearan una red nacional y un sistema de apoyo para todas las lesbianas afroamericanas en todo Estados Unidos.

## Oradoras notables
Varias activistas destacadas del Movimiento de Liberación Lésbica Afroamericana fueron las oradoras principales de la conferencia. Entre estas oradoras, se encontraban Andrea Ruth Canaan, Pat Norman y Angela Davis. Cada una de ellas abordó temas relevantes relacionados con las fortalezas y opresiones a las que se enfrentan en las luchas de las lesbianas afroamericanas.
Andrea Canaan, una notable feminista lesbiana negra, destacó en su discurso la importancia tanto de la invisibilidad como de la visibilidad y las responsabilidades y el propósito resultantes de "volverse visible". A través de su discurso, Canaan habló de como hacerse más prominentes en la sociedad podría ser algo tanto poderoso como peligroso para la población lesbiana afroamericana.
Pat Norman, una destacada activista de la comunidad LGBT y también oradora principal de la conferencia, amplió el discurso de Canaan. Como coordinadora de los Servicios de Salud para Gays del Departamento de Salud Pública de San Francisco, fundadora de la Unión de Madres Lesbianas y también miembro de la junta directiva de la National Gay Task Force, Norman aportó su experiencia personal y su comprensión de cómo el racismo internalizado entre la población general es perjudicial para el surgimiento y apoyo a las lesbianas afroamericanas. Durante este período, este racismo internalizado fue una de las principales formas de opresión que experimentaron las mujeres lesbianas afroamericanas. El racismo internalizado no sólo afectó al surgimiento de las afroamericanas, sino que también llevó a las lesbianas afroamericanas a esperar un cierto comportamiento unas de otras y contribuyó a dar forma a la definición de cultura afroamericana.

## Eventos y talleres
El evento de dos días de la "Primera Conferencia Lésbica Negra" contaba con ocho talleres para las asistentes:
- Gestión de negocios y dinero.
- Las lesbianas y la ley.
- Feminismo.
- Modelos afroamericanas a seguir en el campo del arte, dirigido por Sabrina Sojourner.
- Asesoramiento de bienestar.
- Problemas de salud y afroamericanas.
- Afroamericanas y el imperialismo, dirigido por Pat Parker.
- Relaciones interraciales.[9][1]

## Entretenimiento
La conferencia contaba con entretenimiento en forma de lecturas de poesía, danza y música que estuvo abierto a toda la comunidad gay del Área de la Bahía de San Francisco. El evento contó con presentaciones de danza coreografiadas por M. Lambert-Van Buuren, quien coreografió bailes llamados "Morning Dance" y "Primal Roots", para las asistentes a la conferencia. La conferencia también contó con actuaciones musicales de Gwen Avery, Casselberry-Dupree y Avotcja.

## Coordinadoras de las conferencias
La Primera Conferencia Lésbica Negra fue coordinada por 8 personas:
- Rani Eversley.
- Kenya Johnson.
- Rose Mitchell.
- Marie Renfro.
- Janna Rickerson.
- Elizabeth Summers.
- Patricia Tilley.